# ۲۵آی-ان‌بام
25I-NBOMe (گاه NBomb هم گفته می‌شود) سایکو اکتیویی روان‌گردان در خانواده فنتیل‌آمین است. این ترکیب اولین بار در سال ۲۰۰۳ توسط رالف هایم (به آلمانی: Ralf Heim) در دانشگاه آزاد برلین کشف شد.

## داروشناسی
این دارو به عنوان آگونیست کامل در گیرندهٔ 5HT2A عمل می‌کند. 

## مصرف تفریحی
این ترکیب در سال ۲۰۰۳ کشف شد اما مصرف تفریحی آن در سال ۲۰۱۰ اوج گرفت. این ترکیب اغلب در کاغذهایی که گفته می‌شد حاوی ال‌اس‌دی است فروخته می‌شد. این ماده تاکنون قربانیان زیادی گرفته است. برخی از قربانیان این ماده را به عنوان ال‌اس‌دی مصرف کرده بودند. گفته می‌شود که کیت‌های تست به راحتی می‌توانند تفاوت این ماده و ال‌اس‌دی را متوجه شوند.